# 혜민병원
혜민병원은 서울특별시 광진구 자양로 85에 위치한 종합병원으로 건국대학교병원과 함께 광진구를 대표하는 종합병원이다.
1974년 4월 김상태 산부인과 개업으로 시작하여, 1982년 5월에 진료과 3개를 증설하면서 현 명칭으로 개명하였다. 1985년 11월에는 종합병원 개설 취득하였다.
2025년 현재 가정의학과, 내분비내과, 소화기내과, 신경과, 신경외과, 신장내과, 심장내과, 여성의학과, 영상의학과, 이비인후과, 일반외과, 정형외과, 진단검사의학과, 호흡기알레르기내과, 흉부외과 등의 진료과를 운영하고 있다.
관절센터, 척추센터, 당뇨발센터, 건강증진센터, 복부암 완화 클리닉, 물리치료실, 인공투석실, 진료협력센터 등 전문 센터 및 클리닉을 함께 운영하고 있으며, 지역응급의료기관으로 지정되어 24시간 응급실을 운영하고 있다.
서울 동북부 지역에서 규모와 진료과 구성을 고루 갖춘 종합병원으로, 응급진료는 물론 만성질환, 전문 재활, 협진 체계 등에서 지역 의료 중심의 역할을 수행하고 있다.

## 연혁
```
* 1974. 04. 김상태 산부인과 개원
* 1982. 05. 혜민병원으로 개명 이전 [3개과 증설]
* 1985. 11. 205병상의 종합병원 개설 허가 취득
* 1996. 10. 건강증진센터 개설
* 1999. 04. 종합 의료정보 시스템 개발(OCS) 가동
* 1999. 10. 인공신장센터 개설
* 2000. 06. 국내 최대규모 인공관절센터 개설(200평, 80병상)
* 2000. 11. PACS(의료영상저장 및 전송시스템) 도입
* 2000. 12. 혜민척추과학센터 개설(300평) 및 최첨단 운동 장비 (Medex) 도입
* 2004. 03. 여성의학클리닉 개설 [자궁근종클리닉, 요실금클리닉]
* 2006. 02. 소화기 내시경클리닉 개설
* 2006. 11. 최신형 Digital X-ray 촬영기 (DR) 도입
* 2008. 03. 최신 GE 64MD CT 도입 가동
* 2008. 04. 수부미세수술클리닉 개설
* 2008. 09. 건강검진센터 확장 (별관 4~6층)
* 2009. 02. 뇌·척추 과학센터 통합 개설
* 2010. 03. 호흡기내과 기관지 내시경 클리닉 개설
* 2011. 03. 이비인후과 이명·어지럼증 클리닉 개설
* 2012. 04. EMR (Electronic Medical Records] 시스템 도입
* 2013. 07. 정형용 교정장치 스파인엠티 신규도입
* 2017. 01. 콜상담센터 개설
* 2018. 01. 간호간병통합서비스병동 오픈(신관3병동)
* 2018. 02. 만성폐쇄성 폐질환 적정성 평가 1등급
* 2018. 06. 건강증진센터 확장 오픈(별관 1~4층)
* 2018. 09. 가정의학과 개설
* 2020. 02. 본관 신관 리모델링 확장 오픈
* 2020. 03. 코로나19 국민안심병원 A형 지정
* 2020. 03. 클라우드 전산 시스템 도입
* 2021. 01. 호흡기전담클리닉 개소
* 2021. 03. 코로나19 예방접종 위탁의료기관 지정
* 2021. 10. 재택치료의료기관 지정 및 운영 개시
* 2021. 10. 혜민병원 장례식장 리뉴얼 오픈
* 2021. 12. 코로나19 거점전담병원 지정 185병상 확보
* 2021. 12. 코로나19 외래진료센터 운영 개시 (15병상)
* 2022. 01. 코로나 전담 투석실 운영 개시 (14병상)
* 2022. 02. 선별진료소 개소
* 2022. 04. 요양시설 기동전담반 지정 / 코로나19 후유증 회복클리닉 개소
* 2022. 06. 응급의료기관 운영 재개
* 2022. 07. 코로나19 의료상담센터 운영 개시
* 2022. 12. 코로나19 거점전담병원 해제
* 2023. 01. 감염병 관리기관 지정
* 2023. 01. 코로나19 전담치료병상 지정 및 209병상 운영
* 2023. 04. 물리치료실 리뉴얼 오픈
* 2023. 04. 코로나19 전담치료병상 및 감염병관리기관 운영 종료
* 2023. 05. 신관 1층 외래진료센터 리뉴얼 오픈
* 2023. 05. 혜민병원x메디통 병원 행정력 강화, 환자 안전을 위한 업무 협약
* 2023. 07. Philips Ingenia 3.0T CX 도입
* 2023. 08. 자양종합사회복지관 지역사회 취약계층 지원 업무 협약
* 2023. 09. 당뇨발센터 개설
* 2023. 11. 간호간병통합서비스병동 추가 오픈(본관 5병동)
* 2024. 07. 환자 상태 악화 예측 인공지능 솔루션 시행
* 2024. 08. 심전도 분석 인공지능 소프트웨어 솔루션 시행
* 2024. 12. 혜민병원·에이아이트릭스 조기 예측 솔루션 공동연구 업무 협약
* 2025. 01. 전산 민간인증서 서비스 시행
* 2025. 01. 카카오헬스케어 케어챗 외래진료 모바일 예약서비스 오픈
* 2025. 02. 간호간병통합서비스병동 추가 오픈(본관 7병동)
* 2025. 02. 환자안전관리시스템 모바일 Nurse-AID 시행
```